# Albert Zeyer

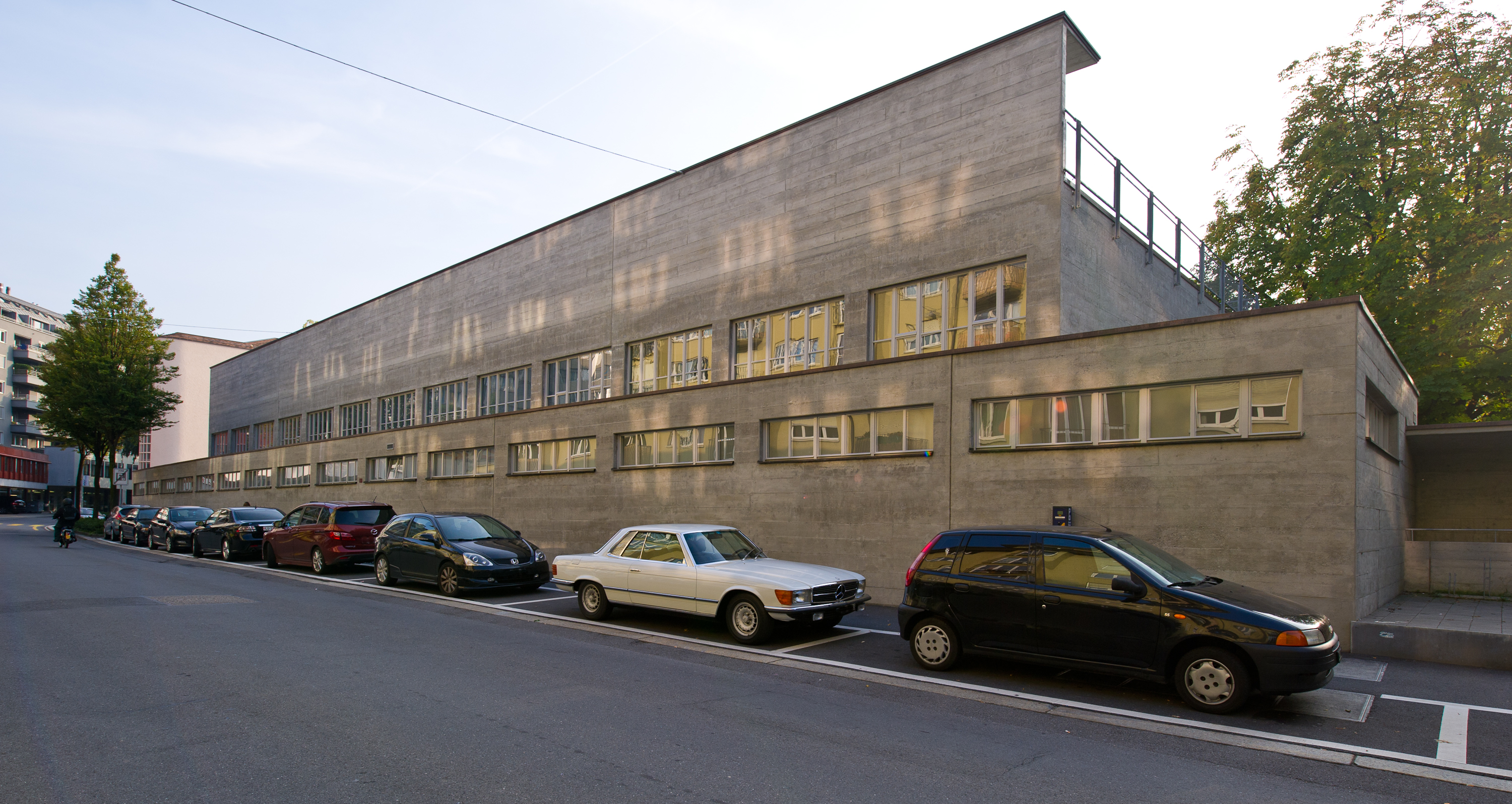
Dula-Schulhaus, 1930–34

Albert Zeyer (* 20. Mai 1895 in Triengen; † 28. Februar 1972 in Oberkirch) war ein Schweizer Architekt.

## Leben und Werk
Albert Zeyer war nach der Bauzeichnerlehre bei Heinrich Meili-Wapf in einem Auslandsaufenthalt vor allem in Ostpreußen tätig. Er studierte ohne Abschluss an der ETH Zürich, unter anderem bei Karl Moser. 1923 eröffnete er sein eigenes Büro in Triengen, später in Emmenbrücke. Seinen kommerziellen Durchbruch erlebte Zeyer in Luzern, wo 1931 bis 1933 sein Hauptwerk, das Dula-Schulhaus, entstand. Damit schuf er eines der konsequentesten Beispiele des Neuen Bauens in der Schweiz. Mit seinem neuen Schulgebäude verband Zeyer zwei späthistoristische Schulbauten zu einem gemeinsamen Hofensemble. Weitere von Zeyer realisierte Gebäude sind die evangelisch-reformierte Kirche in Emmenbrücke (1933/1934), das Wohnhaus Forbrich in Weggis (1932), das Wohn- und Geschäftshaus Reber in Luzern (1935/1936) und das Wohnatelier für August Blaesi in Luzern (1938).
Albert Zeyer war in den 1930er Jahren ein erfolgreicher Baumeister, der sich dem Stil des Neuen Bauens verpflichtet hatte. Unter dem Einfluss der Landesausstellung von 1939 in Zürich hatten die Vertreter der avantgardistische Moderne jedoch immer mehr Mühe, ihre architektonischen Ideen umzusetzen. Zeyer war im Gegensatz zu Zeitgenossen nicht zu Kompromissen bereit. Erst in den 1950er Jahren bekam er wieder vermehrt Aufträge (darunter das Bezirksspital Langenthal), die jedoch von der Architekturszene nicht mehr zur Kenntnis genommen wurden.

## Werke (Auswahl)
- Dula-Schulhaus, Luzern, 1930–1934
- Evang.-ref. Kirche Gerliswil, Emmen, 1934[3]
- Wohn- und Geschäftshaus Reber, Luzern, 1936
- Haus Ackermann, Entlebuch, 1937
- Pension Volta, Luzern, 1937
- Atelierhaus Blaesi, Luzern, 1938
- Haus Zimmermann, Luzern, 1939

## Belege
1. ↑  Hannes Ineichen, Thomas Zanoni: Luzerner Architekten. Architektur und Städtebau im Kanton Luzern 1920–1960. Werk Verlag, Zürich 1985. ISBN 3-909145-06-X.
2. ↑  Bauten von Mitgliedern der Sektion Luzern des Bundes Schweizer Architekten BSA : das Dula-Schulhaus in Luzern, von Architekt A. Zeyer BSA, Luzern. In: Werk, Bd. 25 (1938), Heft 6, S. 188–192. Online.
3. ↑  Homepage der Kirche in Gerliswil, abgerufen am 16. April 2023.

| Personendaten    | Personendaten       |
| ---------------- | ------------------- |
| NAME             | Zeyer, Albert       |
| KURZBESCHREIBUNG | Schweizer Architekt |
| GEBURTSDATUM     | 20. Mai 1895        |
| GEBURTSORT       | Triengen            |
| STERBEDATUM      | 28. Februar 1972    |
| STERBEORT        | Oberkirch           |